# Lista universităților din Republica Moldova
Această pagină prezintă lista universităților din Republica Moldova.

## Lista universităților
| Instituție                                                                                | Localizare                                        | Note                                                       |
| ----------------------------------------------------------------------------------------- | ------------------------------------------------- | ---------------------------------------------------------- |
| Universitatea de Stat din Moldova                                                         | Chișinău, str. A. Mateevici, 80                   |                                                            |
| Universitatea Tehnică a Moldovei                                                          | Chișinău, bd. Ștefan cel Mare, 168                |                                                            |
| Academia de Studii Economice din Moldova                                                  | Chișinău, str. Mitropolit G. Bănulescu-Bodoni, 61 |                                                            |
| Universitatea de Stat de Medicină și Farmacie „Nicolae Testemițanu” din Republica Moldova | Chișinău, bd. Ștefan cel Mare, 165                |                                                            |
| Universitatea Agrară de Stat din Moldova                                                  | Chișinău, str. Mircești, 42                       | Comasată cu UTM                                            |
| Universitatea Cooperatist-Comercială din Moldova                                          | Chișinău, bd. Gagarin, 8                          |                                                            |
| Institutul de Științe Penale și Criminologie Aplicată                                     | Chișinău, str. Voluntarilor 8/3                   |                                                            |
| Universitatea Pedagogică de Stat Ion Creangă din Chișinău                                 | Chișinău, str. Ion Creangă, 1                     |                                                            |
| Universitatea de Stat Alecu Russo                                                         | Bălți, str. Pușkin, 38                            |                                                            |
| Universitatea Liberă Internațională din Moldova                                           | Chișinău, str. Vlaicu Pîrcălab, 52                |                                                            |
| Universitatea Academiei de Științe a Moldovei                                             | Chișinău, str. Academiei 3/2                      |                                                            |
| Universitatea de Stat din Comrat                                                          | Comrat, str. Galațan, 17                          |                                                            |
| Universitatea „Univers-Moldova”                                                           | Chișinău, str. Alecu Russo, 1                     |                                                            |
| Institutul Internațional de Management „IMI-NOVA”                                         | Chișinău, str. Hristo Botev, 9/1                  |                                                            |
| Universitatea de Stat din Tiraspol                                                        | Chișinău, str. Ghenadie Iablocikin, 5             | Comasată cu Universitatea Pedagogică "Ion Creangă" în 2023 |
| Universitatea Slavonă                                                                     | Chișinău, str. Florilor, 28/1                     |                                                            |
| Universitatea de Studii Europene din Moldova                                              | Chișinău, str. Ghenadie Iablocikin, 2/1           |                                                            |
| Institutul Nistrean de Economie și Drept                                                  | Bălți, str. Ștefan cel Mare, 82                   | Desființat în 2015                                         |
| Universitatea „Perspectiva”                                                               | Chișinău, str. Alba Iulia, 75                     |                                                            |
| Universitatea de Stat de Educație Fizică și Sport                                         | Chișinău, str. Andrei Doga 22                     | Fuzionată cu Universitatea de Stat din Moldovaîn 2024      |
| Academia de Administrare Publică de pe lângă Președintele Republicii Moldova              | Chișinău, str. Ialoveni, 100, MD 2070             |                                                            |
| Academia de Poliție „Ștefan cel Mare”                                                     | Chișinău, str. Asachi, 21                         |                                                            |
| Universitatea de Stat din Transnistria                                                    | Tiraspol, str. 25 Octombrie 128                   |                                                            |
| Universitatea „Școala Antropologică Superioară”                                           | Chișinău, str.Zimbrului, 10-A                     |                                                            |
| Institutul de Studii Politice și Relații Internaționale                                   | Chișinău, str.Gh.Cașu, 32                         |                                                            |
| Universitatea de Stat „Grigore Țamblac” din Taraclia                                      | Taraclia, str. Păcii 4                            |                                                            |
| Academia de Transporturi, Informatică și Comunicații                                      | Chișinău, str.Muncești, 121"A"                    |                                                            |
| Academia de Muzică, Teatru și Arte Plastice                                               | Chișinău, str. A. Mateevici, 111                  |                                                            |
| Universitatea de Stat „Bogdan Petriceicu Hasdeu”                                          | Cahul, str. Independenței, 1                      |                                                            |
| Academia Militară „Alexandru cel Bun”                                                     | Chișinău, str. Haltei 23                          |                                                            |
| Colegiul superior de muzică din Transnistria                                              | Tiraspol, str. Sverdlov, 19                       |                                                            |
| Institutul de Relații Internaționale din Moldova                                          | Chișinău, str. Pușchin, 54                        |                                                            |